# Salvador Cases
Salvador Cases Roca (1 de junho de 1998) é um judoca espanhol. Competiu nos Jogos Olímpicos de Verão de 2024 em Paris. Foi eliminado nas oitavas de final pelo mongol Batzayaagiin Erdenebayar.
Conquistou medalhas de bronze no Grand Slam de Abu Dhabi em 2022 e no Grand Slam de Tbilisi em 2023, enquanto garantiu a prata no Campeonato Europeu de 2023 em Montpellier. Além disso, ganhou medalhas de prata no Grande Prémio de Portugal em 2022 e 2024, juntamente com um bronze no Grand Slam de Antalya em 2022. Garantiu o bronze no Open Europeu de Madrid em 2018 e repetiu o feito no Open Europeu do Luxemburgo em 2019. Os seus sucessos incluem a conquista do título espanhol em Fuenlabrada em 2019 e o ouro no Open Europeu de Sófia em 2020.